# پلات وودز (میزوری)
پلات وودز (به انگلیسی: Platte Woods) یک شهر در ایالات متحده آمریکا است که در شهرستان پلت، میزوری واقع شده‌است. پلات وودز ۰٫۹۶ کیلومتر مربع مساحت و ۳۸۵ نفر جمعیت دارد و ۳۱۱ متر بالاتر از سطح دریا واقع شده‌است.